# Fontaine Saint-François de Milan
La fontaine Saint-François, également appelée fontaine Castiglioni, est une fontaine située sur la Piazza Sant'Angelo, à Milan. Elle est l'œuvre de Giannino Castiglioni, sculpteur italien du XXe siècle, qui l'a conçue à Lierna, près du lac de Côme, en 1927. Elle fait face à l'église Sant'Angelo.

## Histoire
En 1923, le journal L'Italia publie l'annonce d'un concours architectural. Il s'agit de construire un monument dédié au saint patron de l'Italie, François d'Assise. Le thème retenu est celui de l'eau. Le finaliste verra son œuvre installée sur une place du centre-ville de Milan. Le 2 octobre 1926, la Piazza Sant'Angelo est définitivement retenue.
Giannino Castiglioni remporte le concours avec sa fontaine taillée dans de simples blocs de granite, au lieu des marbres prévus pour le bassin.
La fontaine est inaugurée par la ville de Milan le 18 décembre 1927.

## Description
La fontaine octogonale en pierre se compose d'un grand bassin, d'une surface d'environ 35 m2. L'eau jaillit au centre du bassin et s'écoule par quatre évents dans un bassin inférieur, qui sert d'abreuvoir aux animaux. Sur le bord, on trouve six tourterelles en bronze. Faisant face au bassin, se tient la statue de saint François d'Assise, elle aussi en bronze. Le buste de saint François est légèrement courbé en avant ; son bras droit et sa main s'étendent en signe de dialogue, prêchant au groupe des tourterelles en face de lui ; son coude gauche repose sur le bord de la vasque,.
La statue en bronze de saint François a été coulée par la Fonderia Artistica Battaglia a de Milan. Pour le visage de saint François, Giannino Castiglioni a pris pour modèle son fils aîné Livio Castiglioni. Très souvent, les Castiglioni avaient recours aux membres de leur famille comme modèles.
Sur le haut du périmètre du bord extérieur du bassin, est gravé en lettres majuscules un verset du Cantique des créatures : « Laudato sii mi Signore per sora acqua, la quale è molto utile et humile et preziosa et casta ». Sur la bouche de la fontaine, on peut lire : PAX ET BONUM.